# Wolfe City
Wolfe City è una city degli Stati Uniti d'America situata nella contea di Hunt dello Stato del Texas. Al censimento del 2010, la popolazione ammontava a 1 412 abitanti.

## Geografia fisica

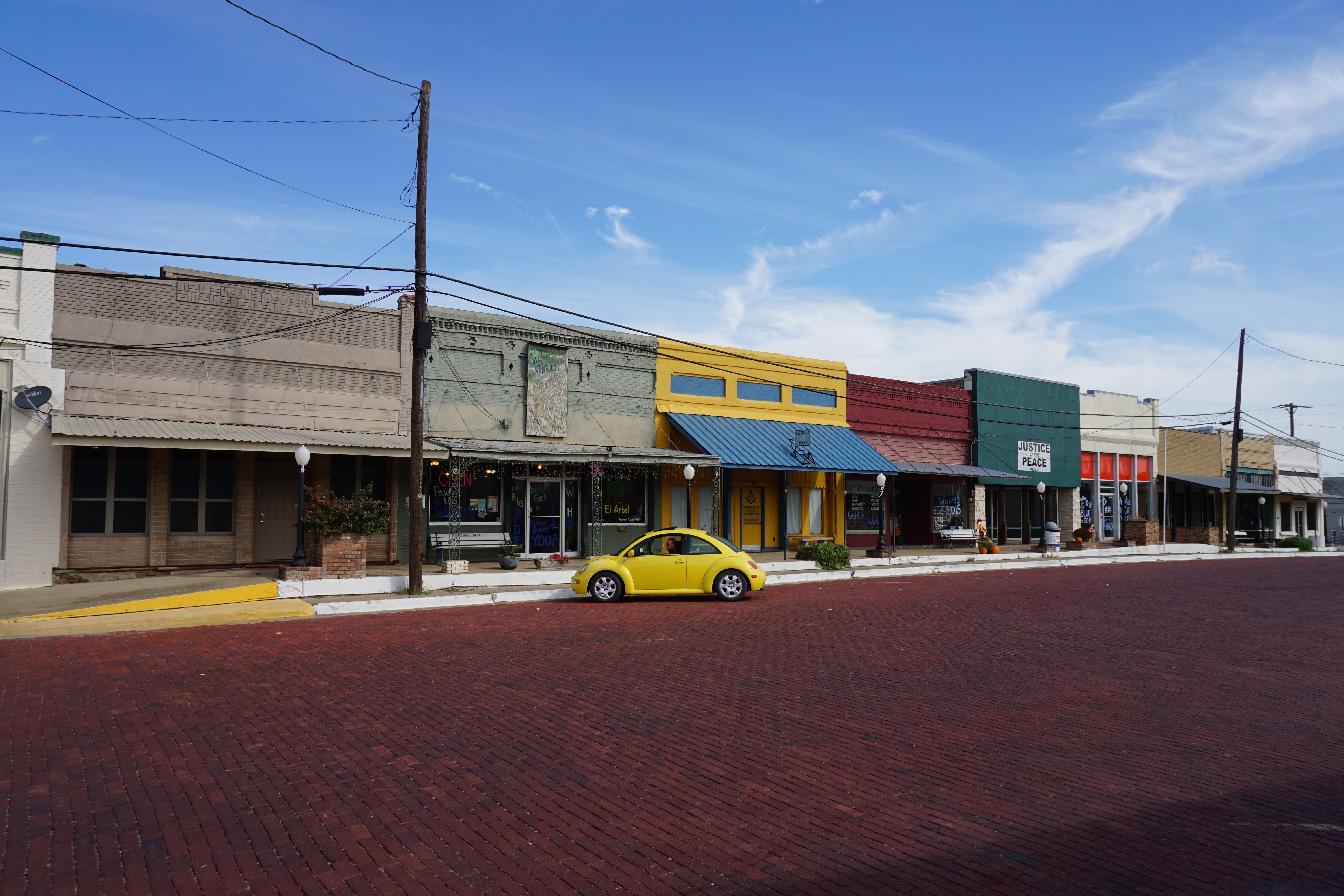
Main Street nel 2015

Wolfe City è situata circa 17 miglia a nord di Greenville nel centro-nord della Hunt County.
Secondo lo United States Census Bureau, ha una superficie di 3,99 km² (1,54 mi²), di cui 3,68 km² (1,42 mi²) di terreno e 0,31 km² (0,12 mi²) d'acqua.

## Società

### Evoluzione demografica
Secondo il censimento del 2000, c'erano 1 566 persone, passate a 1 412 nel 2010.